# Rosengårdcentret Station
Rosengårdcentret Station er en letbanestation på Odense Letbane, beliggende på Ørbækvej ved Rosengårdcentret i Odense. Stationen åbnede sammen med letbanen 28. maj 2022.
Letbanen ligger på den vestlige side af Ørbækvej. Stationen ligger ud for Rosengårdcentret, lige nord for hovedindkørslen til centrets parkeringsplads. Den består af to spor med hver sin sideliggende perron. Rosengårdcentret, der ligger vest for stationen, er Danmarks største indkøbscenter med 156 butikker. På den østlige side af stationen ligger der et rækkehuskvarter.
Stationen var den første til at blive anlagt på letbanen. Det blev derfor benyttet til at sætte skilte og infotavler op som forsøg i august 2019 for at se, om der var noget, der skulle justeres, inden der blev lavet skilte og infotavler til alle 26 letbanestationer. Det gav dog anledning til lidt forvirring, at der stod "Hospital Syd" på skiltene. Forklaringen var at det oprindeligt havde været meningen at teste ved den kommende Hospital Syd Station, men nu blev Rosengårdcentret altså den første station.
I efteråret 2020 viste en kontrol, at sporene var sunket op mod 17 mm ved stationen på grund af blød bund. Det ville forringe den niveaufri adgang mellem letbanetog og perroner, hvortil kom risikoen for, at sporene ville synke yderligere. Sporene blev derfor fjernet nogle uger i november-december 2020, så der kunne anlægges en 40 m lang underjordisk forstærkning. 84 tynde men op til 11 m lange stålrør blev boret ned og efterfølgende fyldt med en særlig stærk betonblanding. Ovenpå stålrørene blev der monteret vandrette stålbjælker til understøtning for letbanesporene, der efterfølgende blev genanlagt.
Rosengårdcentret
| Foregående station          |  | Odense Letbane                       |  | Efterfølgende station |
| --------------------------- |  | ------------------------------------ |  | --------------------- |
| Ejerslykke mod Tarup Center |  | Tarup Center - Hjallese fra maj 2022 |  | IKEA mod Hjallese     |

## Galleri
- Arbejder ved den kommende Rosengårdcentret Station i februar 2019
- Juli 2019
- September 2019
- Februar 2020
- Februar 2020.